# Vrijstaat Schaumburg-Lippe
De Vrijstaat Schaumburg-Lippe (Duits Freistaat Schaumburg-Lippe) was een staat in Duitsland die ontstond uit het Vorstendom Schaumburg-Lippe na de abdicatie van Adolf II op 15 november 1918. De staat werd geregeerd door een minister-president. De democratische regering werd onderdrukt tijdens de naziheerschappij. Aan het einde van de Tweede Wereldoorlog werd het gebied bestuurd door een Britse militaire regering die het gebied regeerde en uiteindelijk ging de vrijstaat op in de nieuwe staat Nedersaksen.

## Geschiedenis
Adolf I George werd na zijn dood in 1893 opgevolgd door zijn zoon George, op die in 1911 door Adolf II opgevolgd werd. Deze deed op 16 november 1918 als een van de laatste Duitse vorsten troonsafstand. Schaumburg-Lippe werd een vrijstaat in de Weimarrepubliek en ging op 1 november 1946 op in de deelstaat Nedersaksen.

## Heersers

### Staatsministers
- Friedrich Freiherr von Feilitzsch  (15 november 1918-3 december 1918)

### Leiders van de Staatsraad
- Heinrich Lorenz (SPD)  (4 december 1918-14 maart 1919)

### Staatsleiders
- Otto Bönners  (14 maart 1919-22 mei 1922)
- Konrad Wippermann  (22 mei 1922-28 mei 1925)
- Erich Steinbrecher (SPD)  (28 mei 1925-7 oktober 1927)
- Heinrich Lorenz (SDP)  (7 oktober 1927-7 maart 1933)
- Hans Joachim Riecke (NSDAP)  (1 april 1933-23 mei 1933)

### Staatspresidenten
- Karl Dreier (NSDAP)  (25 mei 1933-maart 1945)
- Alfred Meyer (Reichsstatthalter) (NSDAP) (16 mei 1933-4 april 1945)

### Minister
- Heinrich Hermann Drake (SPD) (1945-30 april 1946)